# Pedro García Olivo
Pedro García Olivo (Fuente-Álamo, Cartagena, 1961) es un filósofo y escritor cartagenero, promovedor de la antipedagogía y crítico radical de las sociedades democráticas occidentales. Nació en una familia humilde, estudió filosofía y se licenció en Geografía e Historia en la Universidad de Murcia, donde se graduó con la tesis La policía de la Historia Científica. Crítica del discurso historiográfico. Trabajó un tiempo de becario en el Departamento de Historia Moderna y Contemporánea de la Universidad de Murcia. Durante la década de los ochenta marchó a Nicaragua, donde trabajó en cooperativas de desplazados de guerra, cooperando con el régimen sandinista en Matagalpa. Luego fue investigador en la Universidad de Budapest; asimismo, aprobó las oposiciones a profesor de instituto de bachillerato.
Dejó la enseñanza y durante ocho años trabajó como pastor de cabras en las montañas del interior del País Valenciano. En 2001 solicitó el reingreso y ejerció como profesor de geografía e historia en Alpuente, hasta que el 15 de octubre de 2010 renunció a la plaza. La publicación de El irresponsable (2000) suscitó una fuerte polémica por sus planteamientos antiescolares, no solo de las escuelas convencionales sino también de los experimentos pedagógicos alternativos, ya que considera la figura del profesor como un mercenario del sistema capitalista.

### Libros
- Un trozo de hueco. Irún: Iralka. 1999. p. 120. ISBN 9788489806122.
- La paciencia de los locos. Una entrevista a Pedro García Olivo. Sevilla: Las Siete Entidades. 2000. p. 19.
- El irresponsable. Sevilla: Las Siete Entidades. 2000. p. 94. ISBN 9788492069835. 2ª y 3ª edición: Brulot 2008.
- El husmo. Los filos reseguidos del dolor. Sevilla: Las Siete Entidades. 2003. p. 141. ISBN 9788492069859.
- Desesperar. San Sebastián: Iralka. 2003. p. 230. ISBN 9788489806238. Textos Subterráneos editó una Versión ampliada en portugués en 2014.  Esta obra filosófica y narrativa aborda la desesperanza de manera radical, con una estructura fragmentaria y desarticulada, como si fuera un "evangelio de la desesperanza". La novela filosofa sobre la futilidad de la esperanza y rompe con las convenciones literarias tradicionales.[2]
- El enigma de la docilidad. Sobre la implicación de la Escuela en el exterminio global de la disensión y de la diferencia. Barcelona: Virus Editorial. 2005. p. 126. ISBN 9788496044395.
- La bala y la escuela (Holocausto indígena). Modos en que la educación oficial complementa el trabajo represivo de las fuerzas policíaco-militares en los pueblos indios de México. Barcelona: Virus Editorial. 2009. p. 253. ISBN 9788492559060.
- El educador mercenario. Madrid: Brulot. 2009. p. 119. ISBN 8461310810.
- Cadáver a la intemperie. Para una crítica radical de las sociedades democráticas occidentales. Barcelona: Logofobia. 2013. p. 432. ISBN 9788461646081.
- La necesidad de la palabra para poder callar. Santiago de Chile: Germinal y Crimental Ediciones. 2013.
- Dulce Leviatán. Críticos, víctimas y antagonistas del Estado del Bienestar. Barcelona: Bardo Ediciones. 2014. p. 312.
- La gitaneidad borrada. Si alguien te pregunta por nuestra ausencia. Valencia: Ediciones marginales. 2016. p. 133.
- Me enseñó a ser árbol. Composiciones intempestivas desde la antipedagogía y la desistematización. Chile: Mar y Tierra Ediciones. 2018. p. 352.
- El espíritu de la fuga. España: Círculo Rojo, 2022. Esta novela explora temas como la desesperanza, el rechazo a las estructuras establecidas y la reflexión sobre la vida convencional, con un enfoque filosófico y poético. La obra se presenta como una “novela de antiayuda”, donde el protagonista, alter ego del autor, cuestiona las normas sociales y busca la libertad a través de la huida. [3]
- La forja del ciudadano-robot. Virus, capitalismo necrófago y optimización del fascismo democrático. España: Ediciones Fantasma. 2024. p. 122. ISBN 978-84-124236-9-3. Esta obra analiza cómo los sistemas políticos y económicos aprovecharon la crisis sanitaria del COVID-19 para optimizar el capitalismo y el control social, transformando al individuo en un "ciudadano-robot", sin autonomía ni pensamiento crítico.[4]